# Upplands runinskrifter 297

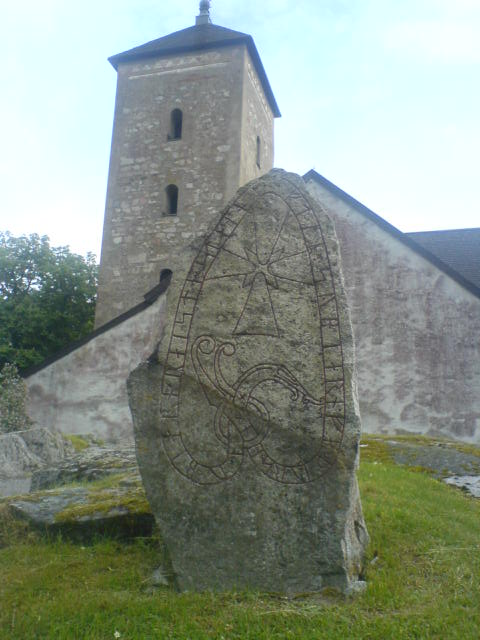
U 297 och Skånela kyrka.

Upplands runinskrifter 297 är en vikingatida runsten av granit vid Skånela kyrka, Skånela socken och Sigtuna kommun. Runstenen är 1,82 meter hög, 0,88 meter bred och 0,53 meter tjock. Runhöjden är 7 centimeter. U 297 är parsten med U Fv1979;245. U 297 togs ur den södra kyrkväggen 1953 och ställdes på sin nuvarande plats.

## Inskriften
Translitterering av runraden:
× iubiarn × raisti × staina × eftiʀ × sybiarn · faþur sin ×
Normalisering till runsvenska:
Iobiorn ræisti stæina æftiʀ Sygbiorn/Søybiorn, faður sinn.
Översättning till nusvenska:
Jobjörn reste stenarna efter Sigbjörn, sin fader.